# Karagouana Mallé
Pour les articles homonymes, voir Mallé.
Karagouana Mallé est une localité et une commune rurale du Mali de l'arrondissement central de M'Pessoba, dans le cercle de M'Pessoba et la région de Koutiala.

## Villages
La commune s'étend sur 5 localités relevées lors du recensement général de 2009. 
Les villages les plus peuplés sont :
- Karagouana Mallé (3 002 habitants)
- Kola (2 232 habitants)
- Ouariniamana (919 habitants)

En 2023, la loi 2023-007 attribue à la commune 5 villages, fractions ou quartiers  :
- Karagouana Mallé
- Karagouana Peulh
- Kola
- Yogorasso
- Ouarignamana